# Cronologia della tecnologia tessile
Cronologia della tecnologia tessile.
- Neolitico: il fuso a piattello viene usato per filare fibre vegetali che vengono tessute su telai a pesi.
- c. 3000 a.C. - La ruota per filare comparve per la prima volta in Cina per effettuare la trattura della seta.
- c. 200 - In Cina primi esempi di stampa tessile con blocchi di legno su seta.
- c. 500 - In India si comincia ad usare il charka per filare.
- 600 - In Egitto si stampa su tessuto con sagome in legno.
- 1210 - prime rappresentazioni di filatoio in Cina.
- 1224 - introduzione del filatoio in Francia e in Italia
- 1470 - prima rappresentazione di filatoio ad alette in Inghilterra.
- 1589 - William Lee inventa la stocking frame prima macchina per maglieria.
- 1733 - John Kay brevetta la spoletta volante, ideata da Leonardo da Vinci (Codice Atlantico, folio 985, recto)
- 1738 - Lewis Paul brevetta il draw roller.
- 1764 - James Hargreaves o Thomas Highs inventa la spinning jenny, filatrice con più fusi, (brevettata nel 1770).
- 1767 - John Kay inventa la spinning frame.
- 1769 - Richard Arkwright inventa la water frame, filatrice mossa da forza idraulica.
- 1779 - Samuel Crompton inventa la spinning mule, macchina automatica per filare che porta trenta fusi, nata dall'ibridazione tre la spinning jenny e la water frame.
- 1784 - Edmund Cartwright inventa il power loom, telaio mosso da energia idraulica.
- 1785 - Il processo di stampa tessile con un cilindro inciso viene brevettato da Thomas Bell in Inghilterra.
- 1787 - Al filatoio viene applicato il motore a vapore
- 1794 - Eli Whitney brevetta la cotton gin (sgranatrice del cotone), per separare la fibra di cotone dal resto della pianta.
- 1801 - Joseph Marie Jacquard brevetta il telaio Jacquard.
- 1806 - la bobbinet machine che produce il tulle, è messa a punto da John Heathcoat.
- 1813 - William Horrocks sviluppa il telaio meccanizzato.
- 1816 - Francis Cabot Lowell costruisce il primo telaio meccanizzato negli Stati Uniti.
- 1856 - William Henry Perkin immette sul mercato col nome di malveina il primo colorante sintetico, un'anilina.
- 1883 - invenzione della viscosa fibra artificiale.
- 1892 - Cross, Bevan & Beadle inventano la viscosa.
- c. 1920 - L'Hattersley loom viene sviluppato da George Hattersley and Sons.
- 1953 - Prima produzione commerciale di fibra di poliestere dalla DuPont.
- 1954 - Vengono inventati i coloranti reattivi.
- 1963 - L'open-end spinning macchina per filare sviluppata in Cecoslovacchia.